# 8229 Козельський
8229 Козельський (8229 Kozelský) — астероїд головного поясу, відкритий 28 грудня 1996 року.
Тіссеранів параметр щодо Юпітера — 3,153.